# Maria Cecilia Adelaide Bass

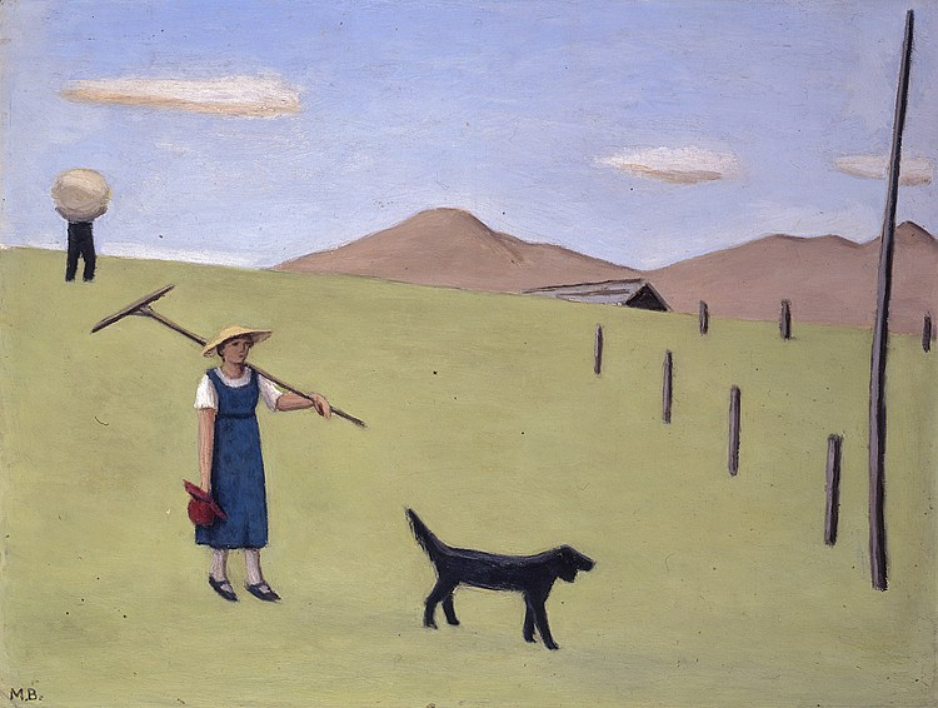
Mittagsstunde auf der Alp

Maria Cecilia Adelaide Bass (* 9. September 1897 in Perosa Argentina; † 11. September 1948 in Basel) war eine Schweizer Malerin, Zeichnerin und Illustratorin.

## Leben
Maria Bass besuchte die Schule in Turin, wo ihr Vater die vom Grossvater gegründeten Baumwollspinnereien und Webereien leitete. 1913 zog ihre Familie nach Graubünden und liess sich im Schlösschen in Tamins nieder. Maria Bass kam ins Grossherzogliche Victoriastift in Baden-Baden.
Den ersten Zeichenunterricht erhielt sie von 1915 bis 1916 bei Erica von Kager in Chur und setzte 1916 ihre Studien an der École des Beaux-Arts in Genf fort. Ab 1917 besuchte sie die private Malschule von Marguerite Frey-Surbek und Victor Surbek in Bern, studierte weiter 1920 und von 1924 bis 1926 an der Académie Ranson in Paris bei Maurice Denis.
Sie unternahm Studienreisen nach Venedig, Florenz und Rom, hielt sich in Ischia und Abano auf. Maria Bass kehrte 1926 nach Bern zurück und heiratete 1927 Ado von Salis.
Sie reiste 1930 nach München, Frankfurt am Main und Nürnberg, 1932 nach Nordafrika und 1935 nach Holland, Belgien und Paris. Ende 1935 liess sich Maria Bass in Frankfurt am Main nieder, 1936 kehrte sie in die Schweiz zurück. Ihre Ehe wurde geschieden. Sie musste nach Tamins und Celerina/Schlarigna zurückkehren, um sich der Pflege ihrer Mutter Adelheid Clothilde Bass-von Albertini zu widmen.
Maria Bass entwarf 1938 das Engadiner Dorf für das Schweizerische Schulwandbildwerk und war Mitbegründerin der Sektion Celerina des Bündner Heimatwerkes. Sie veranstaltete Kurse, in denen sie junge Frauen im Kunsthandwerk und im Malen unterrichtete. 1947 wurde sie in die Eidgenössische Arbeitsbeschaffungskommission für Künstler gewählt.
1948 starb Maria Bass an einer zu spät diagnostizierten Krebserkrankung im Frauenspital in Basel.